# Cirolana mascarensis
Cirolana mascarensis is een pissebed uit de familie Cirolanidae. De wetenschappelijke naam van de soort is voor het eerst geldig gepubliceerd in 1991 door Müller.